# Amaurosis scacchistica
Amaurosis scacchistica (em latim, cegueira enxadrística), no enxadrismo, é uma expressão que indica que, em determinado momento da partida, o enxadrista perdeu a visão ampla do jogo, comentendo um ou vários erros óbvios que normalmente não cometeria.